# Alexandros Touferis
Alexandros Touferis, ook wel gespeld als Alexandre Tuffère of Tuffèri (Grieks: Αλέξανδρος Τουφερής) (Athene, 8 juni 1876 - aldaar, 14 maart 1958) was een atleet, die deelnam aan de eerste twee Olympische Spelen en de Tussen-Olympische Spelen in 1906. Op de officiële Spelen vertegenwoordigde hij Frankrijk, terwijl hij op de door het IOC niet erkende Tussen-Olympische Spelen uitkwam voor Griekenland.

## Biografie
Touferis was een Franse atleet, maar was geboren en woonde in Griekenland. Hij verbeterde diverse Griekse records. In 1896 vertegenwoordigde hij Frankrijk op de Olympische Zomerspelen in Athene op de onderdelen verspringen, hink-stap-springen en hordelopen. Bij het hink-stap-springen werd hij tweede met een sprong van 12,70 m, ruim een meter minder dan de kampioen, James Connolly, die 13,71 liet opmeten. Bij het verspringen eindigde hij met een afstand van 5,98 niet op het podium.
In 1900 was Alexandros Touferis er op de Olympische Zomerspelen in Parijs opnieuw bij voor Frankrijk. Ditmaal nam hij alleen deel aan het hink-stap-springen, waarbij hij zesde werd met een onbekende afstand. Zes jaar later vertegenwoordigde hij niet Frankrijk, maar zijn geboorteland Griekenland op de Tussen-Olympische Spelen van Athene. Bij het staand verspringen moest hij genoegen nemen met een zevende plaats, maar bij het 110 m hordelopen sneuvelde hij in de series.

## Persoonlijk record
| Onderdeel          | Prestatie | Jaar |
| ------------------ | --------- | ---- |
| hink-stap-springen | 12,70 m   | 1896 |

## Palmares

### hink-stap-springen
- 1896:  OS - 12,70 m
- 1900: 6e OS - ?

### verspringen
- 1896: 5-9e OS - 5,98 m

### staand verspringen
- 1906: 6e Tussen-OS - 2,855 m

- Bibliothèque nationale de France: cb16677495s (data)
- International Standard Name Identifier: 0000 0004 0360 626X
- Base Léonore: 19800035/765/86890
- Virtual International Authority File: 235494955